# Cal Rella
Cal Rella és una masia situada al municipi de Coll de Nargó, a la comarca catalana de l'Alt Urgell.